# Pristidia prima
Pristidia prima är en spindelart som beskrevs av Christa L. Deeleman-Reinhold 200. Pristidia prima ingår i släktet Pristidia och familjen säckspindlar. Inga underarter finns listade i Catalogue of Life.